# Segismundo Martínez Álvarez
Segismundo Martínez Álvarez SDB (* 23. Februar 1943 in Acebes del Páramo, Provinz León; † 21. April 2021 in Corumbá, Mato Grosso do Sul, Brasilien) war ein spanischer Ordensgeistlicher und römisch-katholischer Bischof von Corumbá.

## Leben
Segismundo Martínez Álvarez besuchte das Kleine Seminar in Cambados. Anschließend trat Martínez Álvarez in die Ordensgemeinschaft der Salesianer Don Boscos ein und legte am 16. August 1961 die feierliche Profess ab. Er studierte Philosophie am Priesterseminar in Medina del Campo und Katholische Theologie an der Päpstlichen Salesianischen Universität in Turin. Ferner erwarb er später Lizenziate in den Fächern Pädagogik, Wirtschaftswissenschaft sowie Verwaltungswissenschaft und Rechnungswesen an der Katholischen Universität Dom Bosco im brasilianischen Campo Grande. Martínez Álvarez empfing am 2. Juli 1972 in Acebes del Páramo das Sakrament der Priesterweihe.
Anschließend wurde Segismundo Martínez Álvarez nach Brasilien entsandt. Dort wirkte er als Koordinator für die Pastoral sowie als Ökonom und Professor an der Faculdade de Ciências Contábeis e Atuariais de Alto Noroeste in Araçatuba und an der Escola Salesiana in Alto di Araguaia. Später war Martínez Álvarez als Prorektor der Katholischen Universität Dom Bosco in Campo Grande tätig. Zudem war er Mitglied des Priesterrats, des Konsultorenkollegiums und des Vermögensverwaltungsrats des Erzbistums Campo Grande. Ferner war Martínez Álvarez Direktor der Niederlassungen seiner Ordensgemeinschaft in Corumbá und Campo Grande sowie des Collegio Santa Teresa in Corumbá. Ab 2002 wirkte Segismundo Martínez Álvarez als Pfarrvikar der Pfarrei Nossa Senhora da Guia im Erzbistum Cuiabá.
Am 7. Dezember 2004 ernannte ihn Papst Johannes Paul II. zum Bischof von Corumbá. Der Erzbischof von Cuiabá, Mílton Antônio dos Santos SDB, spendete ihm am 30. Januar 2005 in Cuiabá die Bischofsweihe; Mitkonsekratoren waren der Bischof von Jardim, Bruno Pedron SDB, und der Bischof von Cruz Alta, Friedrich Heimler SDB. Die Amtseinführung erfolgte am 19. März desselben Jahres. Als Wahlspruch wählte Martínez Álvarez den Titel der zweiten Enzyklika von Johannes Paul II., Dives in misericordia („Reich an Erbarmen“).
Papst Franziskus nahm am 19. Dezember 2018 seinen altersbedingten Rücktritt an.
Segismundo Martínez Álvarez starb im April 2021 im Hospital da Cassems in Corumbá an den Folgen von COVID-19.